# Mutaciones Tour 2016
Mutaciones Tour 2016 fue la gira musical del músico español Enrique Bunbury, donde ha presentado su noveno álbum en directo, MTV Unplugged: El libro de las mutaciones, el tour comenzó en la Provincia de Córdoba, Argentina, el 31 de marzo de 2016 y se extendió por toda América y España durante el mismo año, concluyendo el 23 de octubre en México
Fue una gira donde el cantante repasó sus temas más importantes y que más le marcaron en los 30 años de su carrera profesional, presentando canciones modificadas musicalmente al estado actual del artista.

## Fechas
Todas las fechas confirmadas son las siguientes:
| Fecha                            | Ciudad            | País           | Recinto                           |
| -------------------------------- | ----------------- | -------------- | --------------------------------- |
| Sudamérica                       |                   |                |                                   |
| 31 de marzo de 2016              | Córdoba           | Argentina      | Plaza de la Música                |
| 2 de abril de 2016               | Buenos Aires      | Argentina      | Luna Park                         |
| 5 de abril de 2016               | Bogotá            | Colombia       | Teatro Jorge Eliécer Gaitán       |
| 6 de abril de 2016               | Bogotá            | Colombia       | Teatro Jorge Eliécer Gaitán       |
| 7 de abril de 2016               | Bogotá            | Colombia       | Teatro Jorge Eliécer Gaitán       |
| 9 de abril de 2016               | Quito             | Ecuador        | Ágora Casa de la Cultura          |
| Centroamérica                    |                   |                |                                   |
| 12 de abril de 2016              | Antigua           | Guatemala      | Ermita de la Santa Cruz           |
| Norteamérica                     |                   |                |                                   |
| 15 de abril de 2016              | Monterrey         | México         | Parque Fundidora                  |
| 17 de abril de 2016              | San Luis Potosí   | México         | El Domo                           |
| 19 de abril de 2016              | Guadalajara       | México         | Auditorio Telmex                  |
| 20 de abril de 2016              | Guadalajara       | México         | Auditorio Telmex                  |
| 23 de abril de 2016              | Ciudad de México  | México         | Foro Sol                          |
| 17 de mayo de 2016               | Nezahualcóyotl    | México         | Deportivo Bordo de Xochiaca       |
| 19 de mayo de 2016               | Los Ángeles       | Estados Unidos | Hollywood Palladium               |
| 21 de mayo de 2016               | Riverside         | Estados Unidos | Riverside Municipal Auditorium    |
| 23 de mayo de 2016               | Anaheim           | Estados Unidos | House of Blues                    |
| 25 de mayo de 2016               | San Diego         | Estados Unidos | House of Blues                    |
| 26 de mayo de 2016               | San Diego         | Estados Unidos | House of Blues                    |
| 29 de mayo de 2016               | San Antonio       | Estados Unidos | Aztec Theater                     |
| 31 de mayo de 2016               | Houston           | Estados Unidos | House of Blues                    |
| 1 de junio de 2016               | Dallas            | Estados Unidos | House of Blues                    |
| 3 de junio de 2016               | Chicago           | Estados Unidos | House of Blues                    |
| 4 de junio de 2016               | Chicago           | Estados Unidos | House of Blues                    |
| 6 de junio de 2016               | Nueva York        | Estados Unidos | Irving Plaza                      |
| 7 de junio de 2016               | Nueva York        | Estados Unidos | Irving Plaza                      |
| Europa                           |                   |                |                                   |
| 8 de julio de 2016               | Barcelona         | España         | Parc del Fòrum                    |
| 14 de julio de 2016              | Córdoba           | España         | Teatro de la Axerquía             |
| 16 de julio de 2016              | Nigrán            | España         | Porto do Molle                    |
| 21 de julio de 2016              | Murcia            | España         | Cuartel de Artillería             |
| 23 de julio de 2016              | Cádiz             | España         | Muelle Ciudad del Puerto de Cádiz |
| 26 de julio de 2016              | Madrid            | España         | Teatro Real                       |
| 30 de julio de 2016              | Lanuza            | España         | Auditorio de Lanuza               |
| 4 de agosto de 2016 (SUSPENDIDO) | Santander         | España         | Península de La Magdalena         |
| 19 de agosto de 2016             | Palma de Mallorca | España         | Son Amar                          |
| 24 de agosto de 2016             | Málaga            | España         | Plaza de toros de La Malagueta    |
| 26 de agosto de 2016             | Bilbao            | España         | Abandoibarra                      |
| 27 de agosto de 2016             | Ferrol            | España         | Plaza España                      |
| 1 de septiembre de 2016          | Valencia          | España         | Plaza de toros                    |
| 3 de septiembre de 2016          | Zaragoza          | España         | Pabellón Príncipe Felipe          |
| 6 de septiembre de 2016          | Madrid            | España         | Teatro Barceló                    |
| 10 de septiembre de 2016         | Madrid            | España         | Campus de la UCM                  |
| Norteamérica                     |                   |                |                                   |
| 24 de septiembre de 2016         | Santa Ana         | Estados Unidos | The Observatory OC                |
| 25 de septiembre de 2016         | San José          | Estados Unidos | City National Civicl              |
| 28 de septiembre de 2016         | Ciudad de México  | México         | Auditorio Nacional                |
| 29 de septiembre de 2016         | Ciudad de México  | México         | Auditorio Nacional                |
| 1 de octubre de 2016             | Ciudad de México  | México         | Auditorio Nacional                |
| 4 de octubre de 2016             | Ciudad de México  | México         | Auditorio Nacional                |
| 5 de octubre de 2016             | Ciudad de México  | México         | Auditorio Nacional                |
| 8 de octubre de 2016             | Puebla            | México         | Auditorio Metropolitano           |
| 10 de octubre de 2016            | Guadalajara       | México         | Auditorio Benito Juárez           |
| 12 de octubre de 2016            | Monterrey         | México         | Auditorio Banamex                 |
| 14 de octubre de 2016            | Culiacán          | México         | Splash club                       |
| 15 de octubre de 2016            | Hermosillo        | México         | Parque la Ruina                   |
| 18 de octubre de 2016            | Querétaro         | México         | Plaza de Toros Santa María        |
| 21 de octubre de 2016            | Tijuana           | México         | Plaza Monumental Playas           |
| 23 de octubre de 2016            | Mexicali          | México         | Plaza Calafia                     |

## Lista de canciones
Las canciones interpretadas durante toda la gira han sido:
- Ahora
- Iberia Sumergida
- El Club de los Imposibles
- Destrucción Masiva
- Dos Clavos a Mis Alas
- 'Malas Intenciones
- Los Inmortales
- La Sirena Varada
- Porque las Cosas Cambian
- Ódiame
- El Camino del Exceso
- Avalancha
- Que Tengas Suertecita
- Una Canción Triste
- Los Restos del Naufragio
- Alicia (Expulsada al País de las Maravillas)
- El Extranjero
- Puta Desagradecida
- Desmejorado
- Ven y Camina Conmigo
- Infinito
- El Hombre Delgado que no Flaqueara Jamás
- Despierta
- Mar Adentro
- Maldito Duende
- Lady Blue
- Más Alto que Nosotros Solo el Cielo
- Si
- El Rescate
- La Chispa Adecuada (Bendecida 3)
- Los Habitantes
- De Todo el Mundo
- Y al Final